# Muljava
Muljava – wieś w Słowenii, w gminie Ivančna Gorica. W 2018 roku liczyła 387 mieszkańców.